# Hidas
Hidas (Duits: Hidasch) is een plaats (község) en gemeente in het Hongaarse comitaat Baranya. Hidas telt 2289 inwoners (2001).
Het dorp ligt aan de weg nr 6 tussen Mecseknádasd enkele km naar het westen en Bonyhád enkele km naar het oosten.